# Buchmann-Mehta School of Music

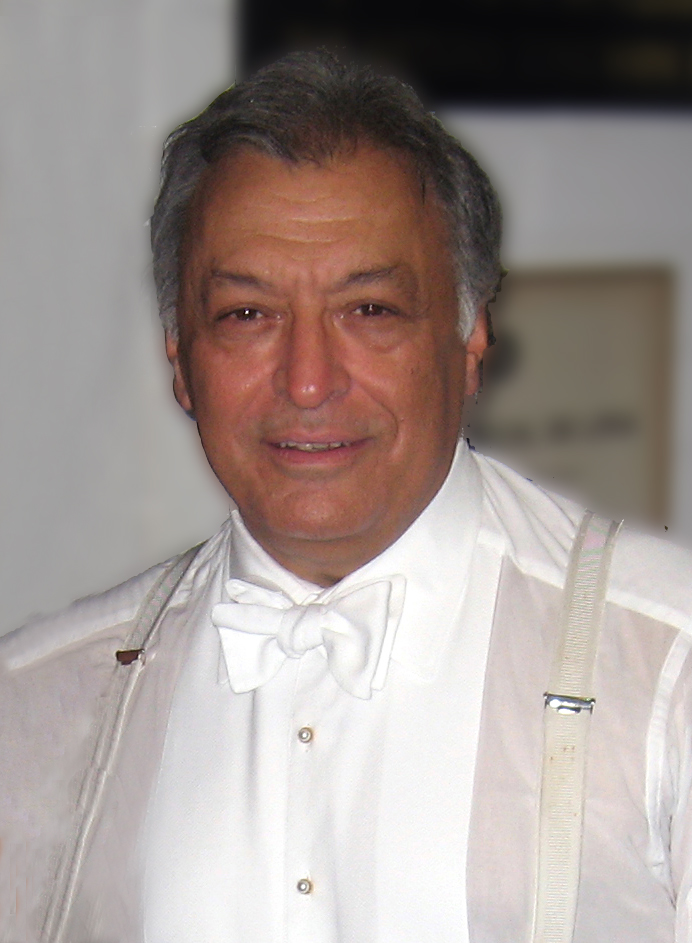
La scuola prende il nome dal filantropo Josef Buchmann e dal direttore d'orchestra Zubin Mehta (nella foto), presidente onorario del BMSM.

La Buchmann-Mehta School of Music (BMSM) è un istituto di istruzione superiore a Tel Aviv, Israele. La scuola fa parte della Facoltà di Lettere dell'Università di Tel Aviv ed è gestita in collaborazione con la Orchestra filarmonica d'Israele (IPO).

## Storia
La scuola prende il nome dal filantropo ebreo tedesco Josef Buchmann e dal direttore d'orchestra Zubin Mehta, allora direttore musicale dell'IPO. Mehta è il presidente onorario della scuola e ha diretto regolarmente l'orchestra della scuola  sia in Israele che in tournée all'estero. La missione della BMSM è quella di formare giovani musicisti d'élite in esibizione, composizione e ricerca nella musica e prepararli per carriere professionali in questi campi. Il programma di formazione orchestrale della BMSM è parte integrante della scuola e mira a educare i musicisti orchestrali a provvedere al futuro artistico dell'IPO e di altre orchestre.
Le origini della scuola erano l'Israel Conservatory and Academy of Music, fondata nel 1945 da membri senior dell'IPO (fino al 1948 denominata Palestine Symphony Orchestra) che erano fuggiti dall'Europa sull'orlo della seconda guerra mondiale. Nel 1966 fu fusa con la neonata Università di Tel Aviv e nel 1972 divenne una pietra miliare per la Facoltà di Lettere dell'università. I capi dell'accademia furono tra i padri fondatori del mondo musicale in Israele: il violista e compositore Ödön Pártos, il pianista e direttore d'orchestra Arie Vardi, i compositori Yehezkel Braun, Yizhak Sadai e Joseph Dorfman, il violinista Yair Kless e i compositori Ami Maayani e Noam Sheriff. I tre presidenti onorari della scuola erano Arnold Schönberg, Leonard Bernstein e Zubin Mehta.
La Buchmann-Mehta School of Music è stata fondata nel marzo 2005 come partnership tra l'Università di Tel Aviv e la Filarmonica di Israele. La fondazione della scuola è stata resa possibile dalla donazione di Josef Buchmann e del direttore Zubin Mehta, che è stato attivamente coinvolto nella scuola fin dalla sua nascita. Il primo direttore della scuola e uno dei suoi fondatori fu pianista e pedagogo Tomer Lev. Nel 2009 gli successe il direttore e bassoonista Zeev Dorman, che era stato il principale contrabbassista dell'IPO e presidente del consiglio esecutivo dell'orchestra per quasi 25 anni. Nell’agosto 2015 Lev riprende il suo incarico di capo della BMSM.

## Gli accademici
La scuola forma gli studenti in esibizione, canto, direzione d'orchestra, composizione e ricerca teorica e concede diplomi accademici M.A/M.Mus e dottorati in musicologia.
La scuola ha un dipartimento di strumenti ad arco, strumenti a tastiera, strumenti a fiato, studi vocali, composizione, direzione d'orchestra, musica da camera e musicologia.

## Programma per studenti internazionali
Il "Programma Internazionale di insegnamento gratuito della BMSM Adler-Buchmann offre agli studenti che provengono da fuori Israele lezioni gratuite" e su base selettiva anche stipendi di soggiorno e alloggio.

## Gruppi e programma di formazione orchestrale
La BMSM ha "un'orchestra sinfonica completa, un gruppo operistico, un coro per oratorio, un coro da camera, un ensemble di musica contemporanea e circa 50 diversi altri gruppi". Gli studenti del programma di formazione orchestrale della scuola hanno sessioni settimanali e prove di sezione con i principali interpreti dell'IPO.
La BMSM Symphony Orchestra funge da orchestra cadetta per la Israel Philharmonic ei suoi membri sono formati dai musicisti dell'IPO. L'orchestra si esibisce in Israele e all'estero.

## Il campus e le strutture

La Clairmont Hall, presso la Buchmann-Mehta School of Music

La BMSM ha sede presso il campus Ramat-Aviv di TAU. La scuola dispone di tre spazi per spettacoli e uno studio di registrazione. La Clairmont Concert Hall da 450 posti, costruita nel 1998, è la sede principale degli spettacoli della scuola, seguita dal Targ Auditorium da 120 posti. La compositrice israeliana ed ex direttrice della scuola, Ami Maayani, ha progettato e supervisionato la costruzione della Clairmont Concert Hall, sia dal punto di vista architettonico che acustico.

## Docenti di rilievo

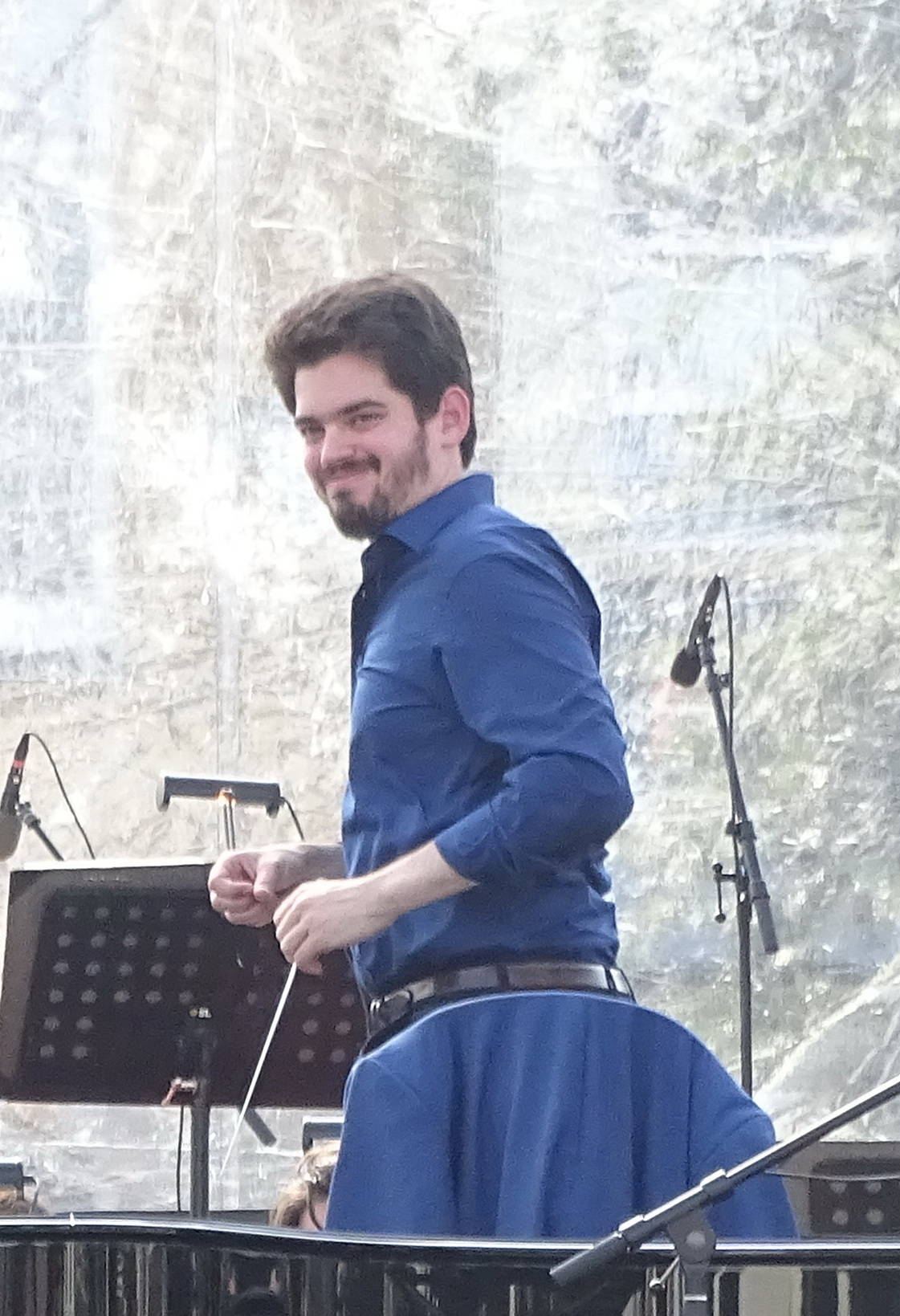
Lahav Shani, direttore musicale dell'IPO e successore di Zubin Mehta.

Tra i docenti più importanti spiccano:
- Josef Bardanashvili
- Sharon Rostorf-Zamir
- Dora Schwarzberg
- Hagai Shaham
- Arie Vardi
- Yoav Talmi
- Hillel Zori

## Studenti ed ex alunni importanti
- Itzhak Perlman, ha studiato alla Israel Academy of Music con Rivka Goldgart[15]
- Pinchas Zukerman, ha studiato all'Israel Academy of Music dall'età di otto anni[16]
- Menahem Pressler, ha studiato con Eliahu Rudiakov al Conservatorio di Israele, il predecessore dell'Israel Academy of Music[17]
- Veda Kaplinsky, ha studiato con Ilona Vincze-Krausz alla Israel Academy of Music[18]
- Lahav Shani, direttore musicale dell'IPO, successore di Zubin Mehta[19]
- Boris Giltburg, pianista israeliano classico[20]